# Easte
Easte est un village d'Estonie situé dans la commune de Saaremaa (jusqu'en octobre 2017 commune de Salme) du comté de Saare.